# البورتريه الروماني

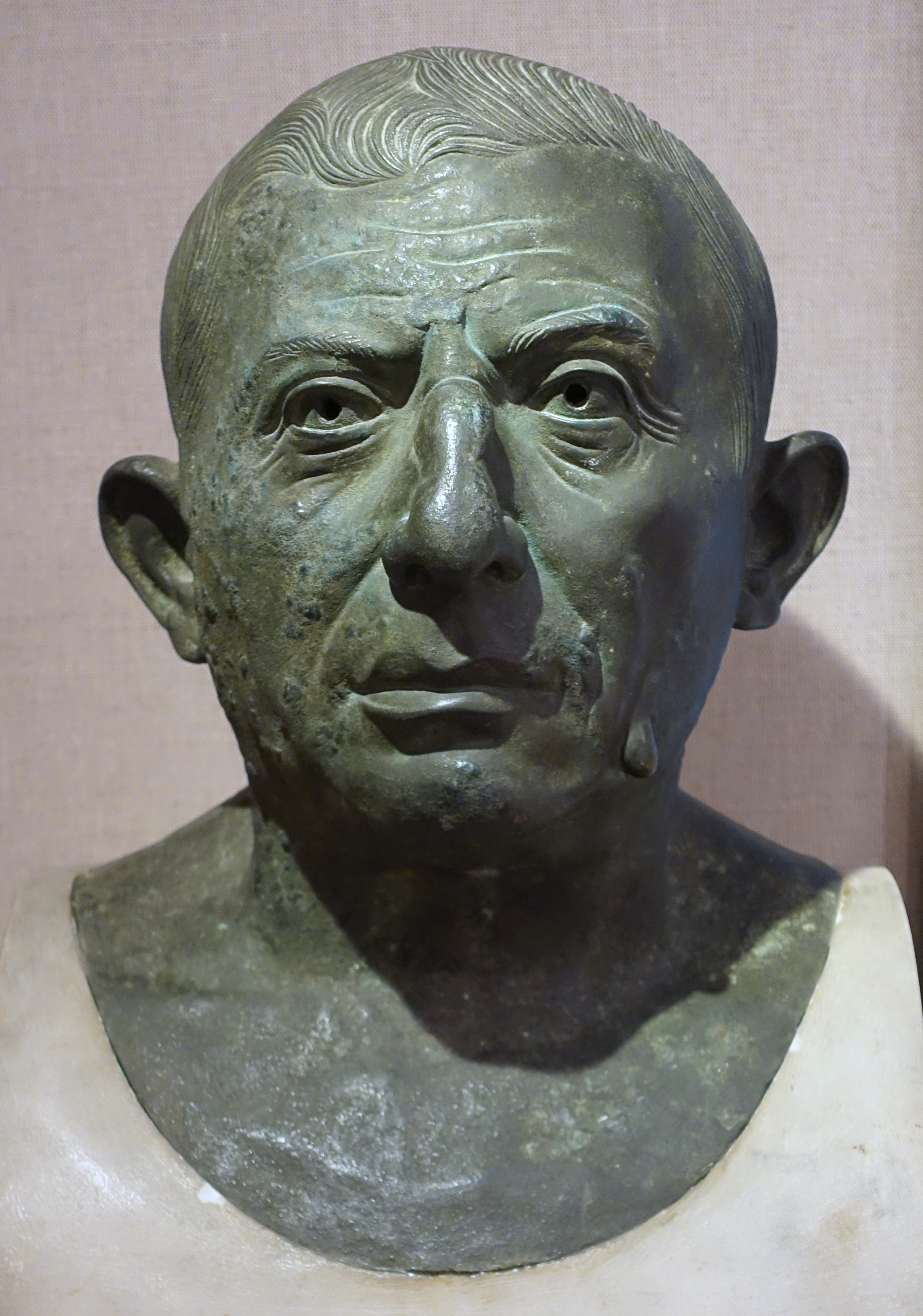
يتميز البورتريه الروماني بواقعيته " البثور وكلها ". تمثال لوسيوس كيسيليوس إيوكوندوس، نسخة عن الأصل بالبرونز، تم العثور عليه في بومبي، وهو الآن في متحف نابولي الوطني للآثار

شكل البورتريه الروماني واحدًا من أهم الفترات في تطوير فن البورتريه. نشأ البورتريه الروماني من روما القديمة، واستمر لمدة خمسة قرون تقريبًا. يتميز البورتريه الروماني بالواقعية غير العادية والرغبة في نقل صور الطبيعة بأسلوب عالي الجودة يُشاهد غالبًا في الفن الروماني القديم. يبدو أن بعض التماثيل النصفية تُظهر علامات سريرية. نجت العديد من الصور والتماثيل المصنوعة من الرخام والبرونز بأعداد صغيرة. يشمل الفن الجنائزي الروماني العديد من الصور مثل النقوش الجنائزية الخاصة بثنائي متزوج، والتي صُنعت غالبًا للأثرياء الأحرار بدلًا من النخبة الأرستقراطية.
يميل نحت البورتريه من العصر الجمهوري لكونه أكثر تواضعًا وواقعية وطبيعية إلى حد ما، إذا ما قورن بالأعمال الإمبراطورية المبكرة. قد يكون العمل النموذجي مثل الشكل المنتصب «أرستقراطي روماني مع تمثال نصفي لأسلافه» (تقريبًا 30 قبل الميلاد).
بحلول العصر الإمبراطوري، وعلى الرغم من أن البورتريه الروماني كان في كثير من الأحيان تصويرًا واقعيًا للتشريح البشري، استُخدم غالبًا نحت البورتريه للأباطرة الرومان لأغراض الدعاية وتضمنت هذه المنحوتات رسائل إيديولوجية في الوضعية أو الملحقات أو زي الشخصية. نظرًا لتأليه معظم الأباطرة من أغسطس ومن تلاه، فإن معظم الصور كانت مثالية إلى حد ما. صور الرومان أيضًا المحاربين والمغامرات البطولية بروح اليونانيين الذين جاؤوا قبلهم.

## الأيديولوجية

### الوظائف والأصول الدينية
قد يكون أصل واقعية الصور الرومانية، بحسب بعض الباحثين، تطور من أقنعة الموت الشمعية. صُنعت الأقنعة من البرونز والرخام والطين. صُنعت قوالب الأقنعة مباشرة من المتوفى، مما أعطى المؤرخين تمثيلًا دقيقًا للميزات الرومانية النموذجية.

### السياسات
غالبًا ما نُصبت تماثيل كاملة الحجم للمسؤولين السياسيين والقادة العسكريين في الأماكن العامة، في أيام الجمهورية. مُنح هذا الشرف بقرار من مجلس الشيوخ، عادة في إحياء ذكرى الفوز والانتصارات والإنجازات السياسية. كانت هذه الصور مصحوبة عادة بنقش تزييني. إذا تبين أن الشخص الذي صُنع لأجله البورتريه قد ارتكب جريمة، يجري تدمير البورتريه.
فضل القادة الرومان الشعور بالواجب المدني والقدرة العسكرية على الجمال في صورتهم. كانت الصور الواقعية، بما في ذلك المظاهر القبيحة، طريقة لإظهار الثقة ووضع قيمة للقوة والقيادة فوق الجمال السطحي. سعى هذا النوع من اللوحات إلى إظهار ما يهم الرومان، وهو الشخصية القوية التي تُقدر على حساب المظاهر.
استعار القادة الرومان –على غرار الحكام اليونانيين- سمات يمكن التعرف عليها من مظاهر أسلافهم. على سبيل المثال، نسخ الحكام الذين جاؤوا بعد الاسكندر الأكبر تصفيفة الشعر المتميزة والنظرة العميقة في البورتريه الخاص بهم. مورس هذا بشكل شائع للإشارة إلى تشابههم معهم في الشخصيات وشرعيتهم للحكم، باختصار، كان الهدف من هذه الإضافات الوهمية إقناع رعاياهم بأنهم سيكونون قادة عظماء وأقوياء مثلما كان الحاكم السابق، حتى لو لم يروا كل القضايا بأعينهم.
كان اختيار عرض العيوب بفخر في البورتريه خروجًا مبكرًا عن التقليد المثالي الممنوح من الإغريق. يبدو أن اللامبالاة الواضحة تجاه الكمال في المظهر الجسدي قد أدى إلى التخلي النهائي عن الواقعية تمامًا، مثلما نجد في البورتريه المتأخر جدًا للمعلمين الأربعة.

### الجانب الاجتماعي والنفسي
ارتبط تطور الصورة الرومانية بزيادة الاهتمام بالفرد، مع توسيع الدائرة الاجتماعية للبورتريه. في قلب الهيكل الفني للعديد من الصور الرومانية، تُنقل بوضوح ودقة المميزات الفريدة للنموذج، مع الحفاظ على الأسلوب العام مشابهًا جدًا. على عكس البورتريه اليوناني القديم الذي سعى إلى المثالية (يعتقد الإغريق أن الرجل الصالح يجب أن يكون جميلًا)، كان البورتريه الروماني أكثر طبيعية بكثير، وما يزال يُعتبر واحدًا من أكثر العينات واقعية لهذا النوع في تاريخ الفن.